# Vlag van Ruurlo

Vlag van de gemeente Ruurlo
(1976-2005)

De vlag van Ruurlo is het gemeentelijk dundoek van de voormalige Gelderse gemeente Ruurlo. De vlag werd op 25 mei 1976 per raadsbesluit aangenomen.
De beschrijving luidt:
"Geel met een liggend rood kruis waarvan de dikte der armen gelijk is aan 1/3 van de hoogte van de vlag. Op het snijpunt der armen een opspringende zwarte windhond met een gele halsband."
Het rode kruis is afkomstig uit het wapen van de Nederlandse adellijke familie Van Heeckeren, die vanaf de 15e eeuw in het bezit van Kasteel Ruurlo zijn. Daar overheen de hond uit het wapen van Ruurlo. De hond als wapenfiguur kan niet duidelijk worden verklaard. Ruurlo werd per 1 januari 2005 samengevoegd met Borculo, Eibergen en Neede tot de nieuwe gemeente Berkelland, waarmee de vlag als gemeentevlag kwam te vervallen.

## Verwante afbeeldingen

Wapen van Ruurlo
Van Heeckeren

Ammerzoden 
· Angerlo 
· Batenburg 
· Beesd 
· Bemmel 
· Bergh 
· Bergharen 
· Beusichem 
· Borculo 
· Brakel 
· Didam 
· Dinxperlo 
· Dodewaard 
· Dreumel 
· Echteld 
· Eibergen 
· Elst 
· Ewijk 
· Geldermalsen 
· Gendringen 
· Gendt 
· Gorssel 
· Groenlo 
· Groesbeek 
· Hedel 
· Heerewaarden 
· Hemmen 
· Hengelo 
· Herwen en Aerdt 
· Heteren 
· Heukelum 
· Hoevelaken 
· Horssen 
· Huissen 
· Hummelo en Keppel 
· Hurwenen 
· Kerkwijk 
· Kesteren 
· Laren 
· Lichtenvoorde 
· Lienden 
· Lingewaal 
· Maurik 
· Millingen aan de Rijn 
· Neede 
· Neerijnen 
· Overasselt 
· Rijnwaarden 
· Rossum 
· Ruurlo 
· Steenderen 
· Ubbergen 
· Valburg 
· Vorden 
· Wadenoijen 
· Wamel 
· Warnsveld 
· Wehl 
· Wisch 
· Zelhem 
· Zoelen